# Morgan matto da legare
Morgan matto da legare è un film del 1966 diretto da Karel Reisz.
È stato presentato in concorso al 19º Festival di Cannes, dove Vanessa Redgrave ha vinto il premio per la migliore interpretazione femminile.

## Riconoscimenti
- 1966 - Festival di Cannes
  - Premio per la migliore interpretazione femminile (Vanessa Redgrave)
- 1967 - British Academy of Film and Television Arts
  - Miglior montaggio
  - Migliore sceneggiatura